# Installationsplan
Ein Installationsplan ist die Darstellung der Installation von elektrotechnischen Anlagen, welche in Bauzeichnungen, Grundrisszeichnungen oder Lageplänen eingezeichnet wird. Die elektrotechnischen Betriebsmittel (zum Beispiel Leuchten, Schalter, Steckdosen) werden möglichst lagerichtig eingezeichnet. Es werden die Schaltungskurzzeichen verwendet. Formen der Darstellung sind: „Vereinfachter Installationsplan“, „Ausführlicher Installationsplan“ und „Installationsplan ohne Leitungsführung“ wobei es auch kombinierte Formen gibt. Beim Installationsplan ohne Leitungsführung werden die Leitungen und/oder Kabel nicht in den Plan eingetragen.
Der Installationsplan wird bei allen Arten von elektronischen Installationen angewandt (zum Beispiel Beleuchtungsstromkreise, Antennenanlagen etc.).